# Óscar Ariza
Óscar Ariza (25 settembre 1999) è un tuffatore venezuelano.

## Biografia
Ha rappresentato il Venezuela ai campionati mondiali di Kazan' 2015 nel concorso dei tuffi dalla piattaforma 10 metri, classificandosi trentasettesimo alle spalle del brasiliano Isaac de Souza Filho, e, in coppia con Robert Páez, in quello della piattaforma 10 m sincro, dove ha concluso al diciassettesimo posto.